# Ariño
Ariño is een gemeente in de Spaanse provincie Teruel in de regio Aragón met een oppervlakte van 81,93 km². Ariño telt 738 inwoners (1 januari 2016).